# Swami Satyananda
Swami Satyananda (Almorah, Uttar Pradesh, 25 de dezembro de 1923 – 5 de dezembro de 2009), um discípulo de Swami Shivananda, foi um professor de ioga e guru, ligado à Sociedade da Divina Luz (Rishikesh). Começou sua busca espiritual com 19 anos. Em 1955 viajou pela Índia como asceta.
Respeitado mestre de ioga e tantra, fundou a Bihar School of Yoga (1963). A Bihar Yoga Bharati (1994), primeira universidade mundial de ioga, foi funda por seu discípulo Swami Niranjananda. Esta universidade era uma sonho de Swami Satyananda e de seu guru, Swami Shivananda.
Em 1984 fundou um instituto para assistência à população pobre, e a Yoga Research Foundation. Em 1988 retirou-se da vida pública.
É autor de mais de 80 livros sobre ioga e espiritualidade.

## A ioga de Satyananda
Swami Satyananda e seus discípulos usam práticas de ioga tradicionais: 
- asanas para equilibrar o corpo e a mente através do físico
- pranayama para trabalhar o corpo energético (correspondente ao Ki ou Chi em outras culturas)
- meditação para acalmar e focar a mente.

Incentivam também a adoção de um estilo de vida iogue, ainda que a pessoa esteja inserida na vida diária familiar.
Adota as atitudes da Jñana Yoga, Bhakti Yoga e outras iogas, para abranger todos os aspectos da vida do aluno e permitir seu desenvolvimento espiritual. Esta abordagem engloba toda a pessoa, não apenas o corpo. A ênfase está na consciência, o estudante é incentivado a conhecer todos os aspectos de sua personalidade: a mudança é um processo natural decorrente da prática regular com consciência total, e não consequência de se forçar o corpo e a mente até, ou além, de seus limites.

## Universidade de ioga
O Bihar Yoga Bharati (ou Instituto de Estudos Avançados das Ciências Iogues) provê formação acadêmica completa, educação e treino em práticas iogues em um ambiente residencial de ashram, onde a ioga é vivenciada como parte integrante da vida diária: ao lado da educação iogue pratica-se seva (serviço desinteressado), samarpan (dedicação) e karuna (compaixão).
A ideia de uma universidade de ioga na Índia, surgida com Swami Shivananda Saraswati, é realizada em Bihar seguindo a linha das grandes universidades de Nalanda e Vikramshila. Graduação e pós-graduação nos níveis de mestrado (MSc) e doutorado (PhD) fazem parte de sua estrutura. Esta proposta tem atraído estudantes de diversas formações culturais e de vários países do mundo.
Bihar Yoga Bharati é estruturado como gurukul, ou a família do guru. Ou seja: o estudante aprende o estilo de vida do guru ao partilhar de todos os aspectos de sua vida diária.